# Minamoto no Yoritomo
Minamoto no Yoritomo (japanska 源頼朝), född 9 maj 1147, död 9 februari 1199, var en japansk militär, statsman och grundare av Kamakurashogunatet.

## Biografi

### Tidiga år
Yoritomo kom från Minamoto-klanen, vars stora rival Taira tog makten 1159. Hans far Yoshitomo och flera av hans bröder lönnmördades i samband med förföljelserna av deras ätt. Tillsammans med sin bror Yoshitsune och sin kusin Yoshinaka deltog han i Minamoto-resningen som ledde till att Taira no Munemori 1182 fördrevs från huvudstaden Kyoto. Yoshinaka tog makten och tilldelades titeln Sei-i-Taishogun, överfältherre, medan Yoritomo byggde staden Kamakura i Kanto.
Yoritomo gjorde därpå uppror tillsammans med brodern, som var en framstående general. Yoshitsune besegrade först Yoshinaka och sedan Munemori och Tairaklanen som återsamlat sina krafter. Dock kände sig Yoritomo sedan hotad av Yoshitsune och tvingade sin bror till döden. Efter att då ha gjort sig av med tänkbara rivaler om makten höll han 1190 sitt intåg i Kyoto, men flyttade sedan tillbaka till sitt eget Kamakura. Där mottog han en kejserlig beskickning 1192 som utnämnde honom till Yoshinakas gamla överfältherreämbete.

### Shogun
Som shogun styrde han fram till sin död 1199, och hans regeringstid kom att påverka Japans styrelseskick i lång tid framöver. Dels var hans val att fortsätta styra från Kamakura början på tvådelningen av makten med det helgade men maktlösa kejsardömet i Kyoto och det militärt baserade shogunatet med den verkliga makten i en annan del av landet.
I sitt förhållande till kejsarhuset iakttog Yoritomo – åtminstone i det yttre – stor vördnad och inskärpte även denna plikt hos undersåtarna. Han berövade inte heller Fujiwara-släkten dess höga ärftliga titlar, utan dess medlemmar fick nu som förut bekläda posterna som kansler, sesshō och kampaku – dock utan att inneha den maktställning som tidigare var förknippad med rollerna. Dessutom tillsatte Yoritomo visserligen också en nairon eller uppsyningsman vid det kejserliga hovet, men detta nya ämbete överlämnades också till en gren av Fujiwara-ätten, Kujō-släkten.
För att råda bot på slöseriet i förvaltningen förenklade Yoritomo det invecklade statsmaskineriet med dess överflöd på ämbeten och införde i stället för Taikasystemets åtta departement tre nya högsta centralmyndigheter. Mandokoro (= regeringsorten) kallades rådsförsamlingen för ledningen av den allmänna förvaltningen och lagstiftningen. Den andra myndigheten, monchūjo, sysselsatte sig med rättskipningen. Under samurai-dokoro lydde slutligen alla angelägenheter rörande krigsväsendet och vasallerna.
Det var på Yoritomos tid som den japanska formen av feodalism verkligen tog form. Efter segern över Taira-ätten hade Yoritomo, av rikets dåvarande 66 provinser, behållit nio för sin egen släkts räkning och förlänat sina härförare och anhängare andra områden av sina krossade motståndares jordbesittningar. Vid sidan av den kejserliga regeringens provinsguvernörer, som blivit nästan maktlösa genom ökningen av den skattefria jorden, tillsatte Yoritomo nu sina egna ämbetsmän, de så kallade shugo, som utövade den militära makten och ansvarade för den straffrättsliga rättskipningen i provinserna.
För den skattefria jorden (shōyen) införde han en annan grupp av uppsyningsmän, de så kallade jitō, som hade i uppdrag att driva in den risskatt som var avsedd att täcka shogunatsförvaltningens omkostnader. Även i fråga om shugo- och jito-ämbetena och den därmed förenade tjänstejorden fick snart åter ärftligheten insteg. Ur dessa och andra grupper av adliga vasaller uppstod vid sidan av den gamla hovadeln i Kyoto, kuge, en ny militärisk adelsklass, buke (bu = krig; ke = familj, hus), som var av lägre rang till härkomst och anseende men som faktiskt hade en starkare ställning.
Han var gift med Hojo Masako, och hans son Minamoto no Yoriie efterträdde honom som shogun år 1202.

## Utmärkelser
Asteroiden 3902 Yoritomo är uppkallad efter honom.